# Irislori
Der Irislori (Saudareos iris, Synonym: Psitteuteles iris, Trichoglossus iris) ist eine Papageienart aus der Unterfamilie der Loris. Er kommt in drei Unterarten auf den Kleinen Sunda-Inseln Timor und Wetar vor.

## Merkmale
Der Irislori erreicht eine Länge von 20 Zentimeter (Nominatform) bis 22 Zentimeter (Wetar-Unterart). Die Flügellänge beträgt bei der Nominatform 112 bis 120 mm, beim Rubinkappen-Irislori (Saudareos iris rubripileum) 110 bis 121 mm und beim Wetar-Irislori (Saudareos iris wetterensis) 121 bis 132 mm. Bei der Nominatform ist das Gefieder allgemein grün. Die Stirn, der vordere Oberkopf und der Überaugenstreif sind orangerot. Der schmale Streifen geht in eine rötlich-violette Färbung über und erstreckt sich bis über die Ohrdecken. Der graublaue Hinterkopf ist grün durchsetzt. Über den Nacken verläuft ein gelbes Band. Brust und Bauch, Unterflügel- und Unterschwanzfedern sind grünlich-gelb. Die Brustfedern haben grünliche Säume. Die Schwanzoberseite ist grün, die Schwanzunterseite ist olivgelb. Um die Iris verläuft eine dunkelgrauer Augenring. Der Schnabel ist orangerot, mit einer gelben Spitze. Das Weibchen sieht dem Männchen ähnlich, jedoch ist der vordere Oberkopf grün durchsetzt und die Wangen sind mehr gelblich-grün. Die immaturen Vögel ähneln den Weibchen, jedoch ist das Jugendkleid stumpfer und es ist nur ein schmales rotes Band am vorderen Oberkopf zu erkennen. Die Schnabelbasis ist dunkel, die Iris ist braun. Beim Rubinkappen-Irislori sind der vordere Oberkopf und die Haube rot. Der Hinterkopf ist grün durchsetzt. Die Ohrdecken sind violettblau und im Gegensatz zur Nominatform fehlt gewöhnlich die grünlichblaue Säumung darunter. Beim Wetar-Irislori ist die Haube rot und stark violettblau durchsetzt. Die Ohrdecken sind violettblau. Die Wangen sind dunkler grün.

## Verbreitung
Die Nominatform kommt in Westtimor, der Rubinkappen-Irislori in Osttimor und der Wetar-Irislori auf der Insel Wetar vor.

## Lebensraum
Der Irislori bewohnt Monsunwälder mit Sekundärbewuchs und die offene Eukalyptus-Savanne in Höhenlagen bis 1.500 m.

## Lebensweise
Der Irislori ist ein unauffälliger Vogel, der in Schwärmen von vier bis zehn Vögeln zu beobachten ist. Er macht sich meist nur durch seinen lauten Ruf bemerkbar, der aus hohen, schrillen Tönen besteht. Bei der Nahrungssuche ist ein Zwitschern zu hören. Sein Flug ist flink und leicht wellenförmig. Er bevorzugt hohe Bäume. Seine Nahrung besteht aus Nektar, Blüten, Früchten, Pollen und Insekten. Über sein Fortpflanzungsverhalten in der Natur ist kaum etwas bekannt. Die Eier messen 23,5 × 19,5 mm. In menschlicher Obhut besteht das Gelege aus zwei Eiern. Die Brutzeit dauert 23 Tage und die Aufzuchtsperiode 52 bis 55 Tage. Die Jungvögel werden drei bis vier Wochen, nachdem sie den Nistkasten verlassen haben, von den Eltern gefüttert.

## Status
Der Irislori steht auf der Vorwarnliste der IUCN. Er ist nur örtlich häufig, Bestandszahlen liegen jedoch nicht vor. Die Hauptgefährdungen gehen vom Fang für den Käfigvogelhandel und durch Lebensraumverlust aus. Er ist in Anhang II des Washingtoner Artenschutzübereinkommens gelistet.